# Oana Gregory
Oana Gregory (született: Oana Andreea Grigoruț) (Avasfelsőfalu, 1996. január 9. –) román származású amerikai színésznő.
Legismertebb szerepe Amanda volt a Crash és Bernstein című televíziós sorozatban.

## Fiatalkora
A Szatmár megyei Avasfelsőfaluban született 1996-ban. Szülei Dumitru és Mariana Grigoruț. Ezután a New York-i Queensbe költözött családjával.

## Pályafutása
Pályafutása mellékszerepekkel kezdődött. Szinkronszínész szerepet vállalt az Olivia című animációs mesében, majd szerepelt a Laborpatkányok-ban Stephanie-ként, továbbá a Harcra fel!-ben játszotta Mika szerepét, de legfőbb szerepe Amanda volt a Crash és Bernstein című sorozatból.

## Filmográfia

### Film
| Év   | Magyar cím | Eredeti cím                          | Szerep        | Magyar hang |
| ---- | ---------- | ------------------------------------ | ------------- | ----------- |
| 2019 |            | Cheat Codes: No Service in the Hills | Knifey        |             |
| 2018 |            | A Christmas Switch                   | Laurel Samson |             |
| 2011 |            | Spork                                | Lossie Gossie |             |

### Televízió
| Év        | Magyar cím         | Eredeti cím            | Szerep         | Megjegyzések                           |
| --------- | ------------------ | ---------------------- | -------------- | -------------------------------------- |
| 2019      |                    | 'King Bachelor's Pad   | Gertrude       | mellékszereplő                         |
| 2016–2018 |                    | WTH: Welcome to Howler | Lacey          | mellékszereplők                        |
| 2012–2014 | Crash és Bernstein | Crash & Bernstein      | Cleo Bernstein | főszereplő magyar hangja Hermann Lilla |
| 2012      | Harcra fel!        | Kickin' It             | Mika           | mellékszereplő                         |
| 2012      | Laborpatkányok     | Lab Rats               | Stephanie      | mellékszereplő                         |
| 2009      | Olivia             | Olivia                 | további hang   | 26 epizód                              |